# Станислав Сочивица
Станислав "Станко" Сочивица (1715 - 1777) био је српски хајдук и устанички вођа, активан у борби против османске окупације српских земаља: Херцеговине, Босне и Црне Горе. 

## Живот
Рођен је 1715. године у селу Симијова близу Билећа, његова породица је радила на фарми која је била беговска и трпели су насиље беговске власти. Породица је након што је Станислав убио злостављача, избегла у Далмацију, одакле су Сочивица и његова браћа започели своју борбу за ослобођење српских земаља од османске власти. 
Породица је стигла у Имотски, који је у то време било под суверенитетом Републике Венеције и тамо изградио кућу и отворио продавницу. Живот трговаца није одговарао Станковом темпераменту, тако да је активно подржавао устанке у Црној Гори против Османских Турака. 
Један од његове браће био је у одреду познатог хајдука Лазара Перирепа. Станислав Сочивица и Лазар Периреп су били најистакнутији хајдуци свог времена.
Његовим највећим подвигом ипак се сматра онај када је из Травника спасио ропства своју жену и дјецу, пребацивши их у Далмацију.
У роману “Јован Збогар” аутор Шарл Одије уврстио је многе епизоде из четовања великог харамбаше, док је и сам Пушкин у својој новели “Крџалија” посегао за сликама из живота овог прослављеног јунака.
Сочивицу спомињу и други страни и домаћи аутори, путописци као Алберто Фортис 1774. године, али и многи каснији из 19. и 20. века, који су се бавили описом живота нашег народа под османском влашћу.
Ловрић у једном од својих записа наводи да је Станку био наклоњен и сам цар Јозеф II Хабзбуршки, који му једном послао на дар нешто новца и поручио: “Волио би да ми неком приликом Станко лично исприповиједа свој живот”.

### Убиство његовог брата
Станков брат, који га је пратио на његовим експедицијама, придружио се групи хајдука, који су га издали турском паши у Травнику, где је био мучен до смрти. Каа је чуо за смрт брата, Станко је одмах сакупио неколико пријатеља и отишао у Травник и тамо паши запалио кућу1754. године. Након тога са пороицом бежи у Сремске Карловце.
У Сремском Карловцима, на војном граници Аустрије (модерне Србије) живео је око три године, заједно са својом два брата, женом, сином и ћерком. 
Непозната особа га је издала у руке истог паше који је убио његовог брата, а његова супруга и деца су касније заробљени на исти начин. Тројица браћа Сочивица су били затворени у тврђави изван Удбине, на османско-венецијанско-аустријској граници, а затим су пребаћени у затвор у Травнику. Пошто су његова два брата прихватили да пређу у ислам, били су пуштени, а једном од њих је додељен титулу ага. Станислав, је остао чврст у својој православној вери и српству. 
26. новембра 1758. Станко је успео да побегне током путовања. Како су чланови његове породице још увек били заробљеници, преговарао је за њихово пуштање са пашом, али узалудно. 
Није познато како је Станко је успео да  ослободи своју жену и сина из заробљеништва у Травнику и да их доведе у православни манастир Драговић, на венецијанској територији, где је монах научио његовог сина да чита и пише. 
Од 1777. године је живео у Гразашу, у то време када је његова биографија први пут написана. Већ 1800. године није било познато да ли је жив. 
Његов живот је био предмет књиге од стране далматинског писца Ивана Ловрића (1776). Такође је споменут у Горском вјенцу Петра II Петровића Његоша, ремек-делу српске поезије.

## Извори
1. 1 2  Watson, J. (1804). Adventure of Socivizca - The gleaner; or, Entertainment for the fire-side. стр. 14—25.
2. ↑  „Review of Hopkins et al”. 2018-03-20. doi:10.5194/bg-2018-55-rc1.
3. ↑  Mihić, Ljubo (1975). Ljubinje sa okolinom. Dragan Srnic.
4. 1 2  Bronson, E. (1809). Select Reviews. Hopkins and Earle. стр. 351—353.
5. ↑  Krekić, Bariša (1973-12-12). „Mehmed Sokolović. By Radovan Samardžić. Belgrade: Srpska književna zadruga, 1971. 572 pp.”. Slavic Review. 32 (4): 845—846. ISSN 0037-6779. doi:10.2307/2495538.